# Darchha
Darchha – gaun wikas samiti w zachodniej części Nepalu w strefie Lumbini w dystrykcie Palpa. Według nepalskiego spisu powszechnego z 2001 roku liczył on 1341 gospodarstw domowych i 6910 mieszkańców (3708 kobiet i 3202 mężczyzn).